# Golem (österreichische Band)
Golem war eine Musikgruppe aus Wien, die 1971 den größten Musikwettbewerbs Österreichs, die ORF Show-Chance, gewann.

## Geschichte
Die Gruppe bestand aus Peter „Piet“ Kutzer (Gesang), dem Sohn des österreichischen Malers und Illustrators Friedrich Kutzer, der später die Kaikukas gründet, Martin Wolfer (Gesang, Gitarre), dem Sohn von Oberkirchenrat Jakob Wolfer, Horst „Flöti“ Neubinger (Gitarre) und Karin Stranig (Gesang), die bereits im Jahr 1969 den dritten Platz bei der Talente ’69, einem Nachwuchswettbewerb des ORF als Solo-Künstlerin erringen konnte und im internationalen Wettbewerb (Deutschland, Österreich, Schweiz) einen respektablen fünften Rang erreichte.
Der Name beruhte auf der jüdischen Sage vom Golem, einem künstlichen Wesen aus Lehm. Dieses wurde zu einem ganz bestimmten Zweck geschaffen. So verstand sich die in einem Heuriger in Sievering von Peter Kutzerm Horst Neubinger und Martin Wolfer gegründete Gruppe: mit ihrer Musik wollte sie Menschen helfen. Die Erlöse ihrer Musik sollten dem Clara-Fey-Kinderheim in Wien zugutekommen. Zur Ursprungsbesetzung gehörte außerdem Sylvia Sylt, die die Gruppe 1970 verließ und durch Karin Stranig ersetzt wurde. In dieser Besetzung gewann die Gruppe das KURIER-Nachwuchsstudio im Volksgarten.
In Folge waren Golem in mehreren Sendungen im ORF zu sehen. Unter anderem trat Golem mit dem Titel The Time auch in der ersten Spotlight-Sendung von Peter Rapp auf, die in Farbe ausgestrahlt wurde.
1971 gewannen sie mit Your Time Is Over den 1. Platz der ORF-Show Show-Chance 1971.
1974 folgte die Extended Play Rote Sonne Golgotha unter der musikalischen Leitung von Gerhard Bronner. Im selben Jahr war Golem mit einem Titel auf der von Evamaria Kaiser zusammengestellten LP Die Austro Pop Story vertreten.
Im Anschluss sollte zusammen mit Bronner eine Langspielplatte produziert werden. Doch die Gruppe zerstritt sich während der Produktion. So ging das Songmaterial verloren, da Bronner die fertig produzierten Songs vernichtete. Gerhard Bronner trat später mit der Single Jonah saß im Wal als Solist auf. Golem waren im Hintergrundgesang zu hören und traten auch mit Bronner zusammen im Showfenster auf ORF auf.
Nach dem Ausstieg von Martin Wolfer trennte sich die Gruppe endgültig.

## Diskografie
Veröffentlichte Tonträger
- 1972: Your Time Is Over / The Pun (Single, WM Produktion)
- 1974: Rote Sonne Golgatha (EP, Calig)
- 1975: Gerhard Bronner: Jonah saß im Wal / Zwanzig Jahre sind zuviel (Single, Golem sind als Chor zu hören)

Im Fernsehen und live vorgestellte Lieder
- Die Hymne von den abgeschnittenen Truthahnhälsen
- Die Last
- Die Zeit / The Time
- Glöckner von Notre Dame
- Micky Maus